# Viasat History
Viasat History är en tv-kanal från Viasat som visar historiska program, kulturprogram och samhällsprogram, startad år 2004.
Kanalen sänder 18 timmar om dagen i Ryssland, Kazakstan, Ukraina, Vitryssland, Moldavien, Ungern, Rumänien, Bulgarien och Polen. I början av november 2004 inleds även sändningar i Norden.